# Fontein der Jeugd
Fontein der Jeugd. Vijf oude Tibetaanse oefeningen om jong, gezond en vitaal te blijven, is een boek van Peter Kelder uit 1992. Fontein der Jeugd is geschreven in romanvorm en beschrijft de Vijf Tibetanen, een soort yoga-achtige oefeningen, rites in het boek, van Tibetaanse herkomst. Eenentwintig maal per dag uitgevoerd, zou men opmerkelijk veel vitaler worden en er jaren jonger uitzien. De titel is geïnspireerd op de Fontein van de Eeuwige Jeugd.
Het boek is een vertaling van Ancient Secret of the Fountain of Youth uit 1985 van Harbor Press en werd vertaald door Piet Hein Geurink. Van dit boek is enige tijd later nog een "Book 2" uitgegeven, waarin wordt uitgeweid over de geschiedenis en de oorsprong van de vijf rites, inzichten over hoe de rites werken, dieetsuggesties, eenvoudig uit te voeren oefeningen en vijftig zwart-wit foto's. Het boek is een herdruk van The Eye of Revelation dat hij publiceerde in 1939 en 1975.

## Verhaal
Het boek is volgens de schrijver non-fictie en begint met zijn ontmoeting met een gepensioneerde officier uit het Britse leger in een park in Zuid-Californië, die hij het pseudoniem Kolonel Bradford geeft. Bradford vertelde dat hij tijdens zijn stationering in India van zwervende inheemsen had gehoord over een groep lama's of Tibetaanse priesters die de Fontein van de Eeuwige Jeugd hadden gevonden. Oude mannen waren onverklaarbaar gezond, sterk en viriel geworden, nadat ze een bezoek hadden gebracht aan een bepaald lamaklooster. Bradford vertrekt vervolgens naar India en keert na twee jaar terug met vijf plus één rites, ofwel de Vijf Tibetanen. Hij is dan 73 jaar oud, maar ziet er volgens Kelder uit als een man van 40. Kelder besluit de oefeningen zelf ook te leren en door te geven aan andere mensen.